# کلیفتون پاول
کلیفتون پاول (انگلیسی: Clifton Powell؛ زادهٔ ۱۶ مارس ۱۹۵۶) یک هنرپیشه اهل ایالات متحده آمریکا است. وی از سال ۱۹۸۱ میلادی تاکنون مشغول فعالیت بوده‌است.
از فیلم‌ها یا برنامه‌های تلویزیونی که وی در آن نقش داشته‌است، می‌توان به قلب، ساعت شلوغی، تهدیدی برای جامعه، چرا احمق‌ها عاشق می‌شوند، برخاسته از اعماق و همه نگاه‌ها به من اشاره کرد.
همچنین وی صدا پیشه شخصیت big smoke در اتومبیل دزدی بزرگ: سَن آندریاس (به انگلیسی: Grand Theft Auto: San Andreas) است.